# Styrax argenteus
Styrax argenteus är en storaxväxtart som beskrevs av Presl. Styrax argenteus ingår i släktet Styrax och familjen storaxväxter.

## Underarter
Arten delas in i följande underarter:
- S. a. hintonii
- S. a. micranthus

## Bildgalleri

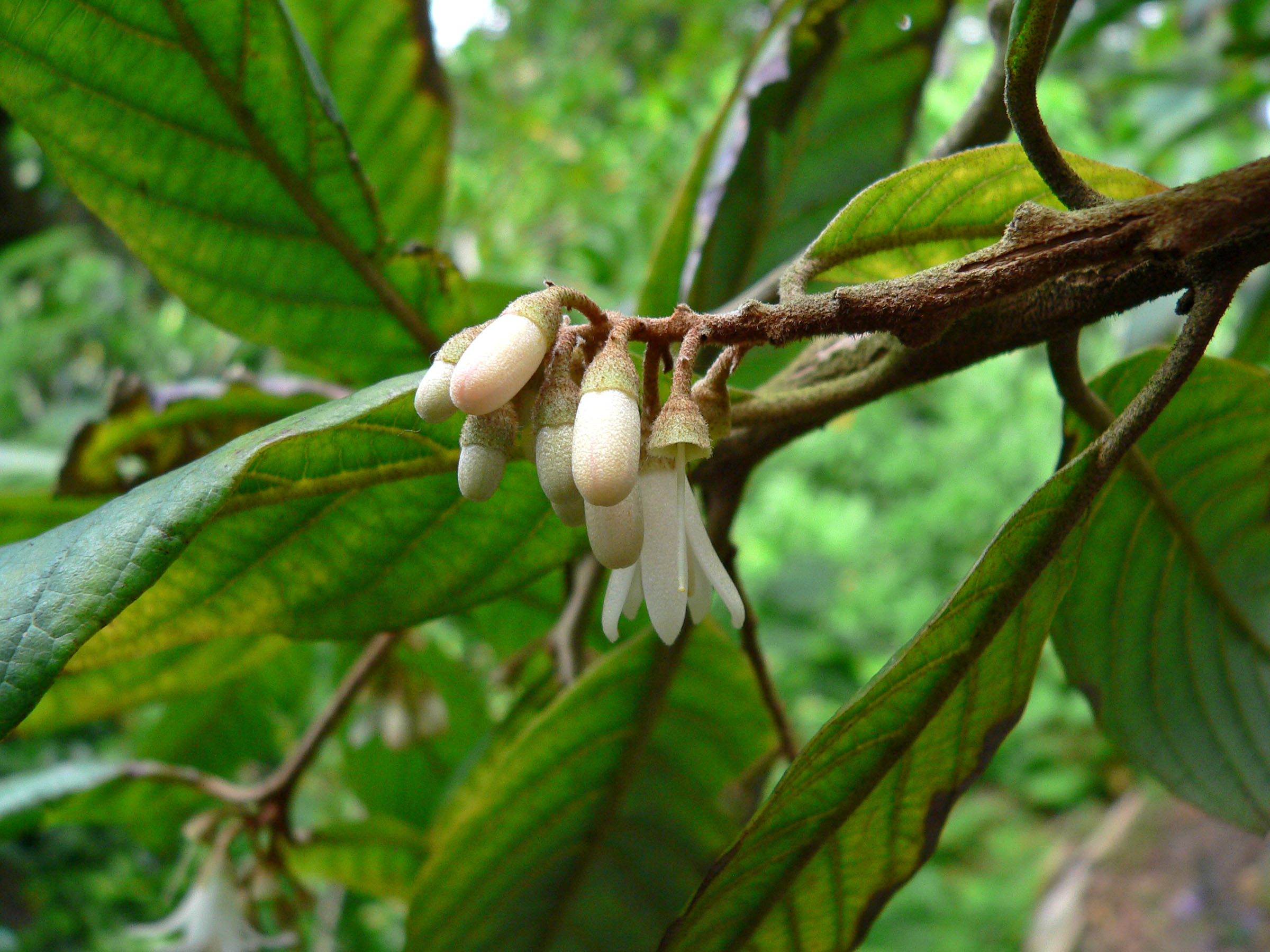
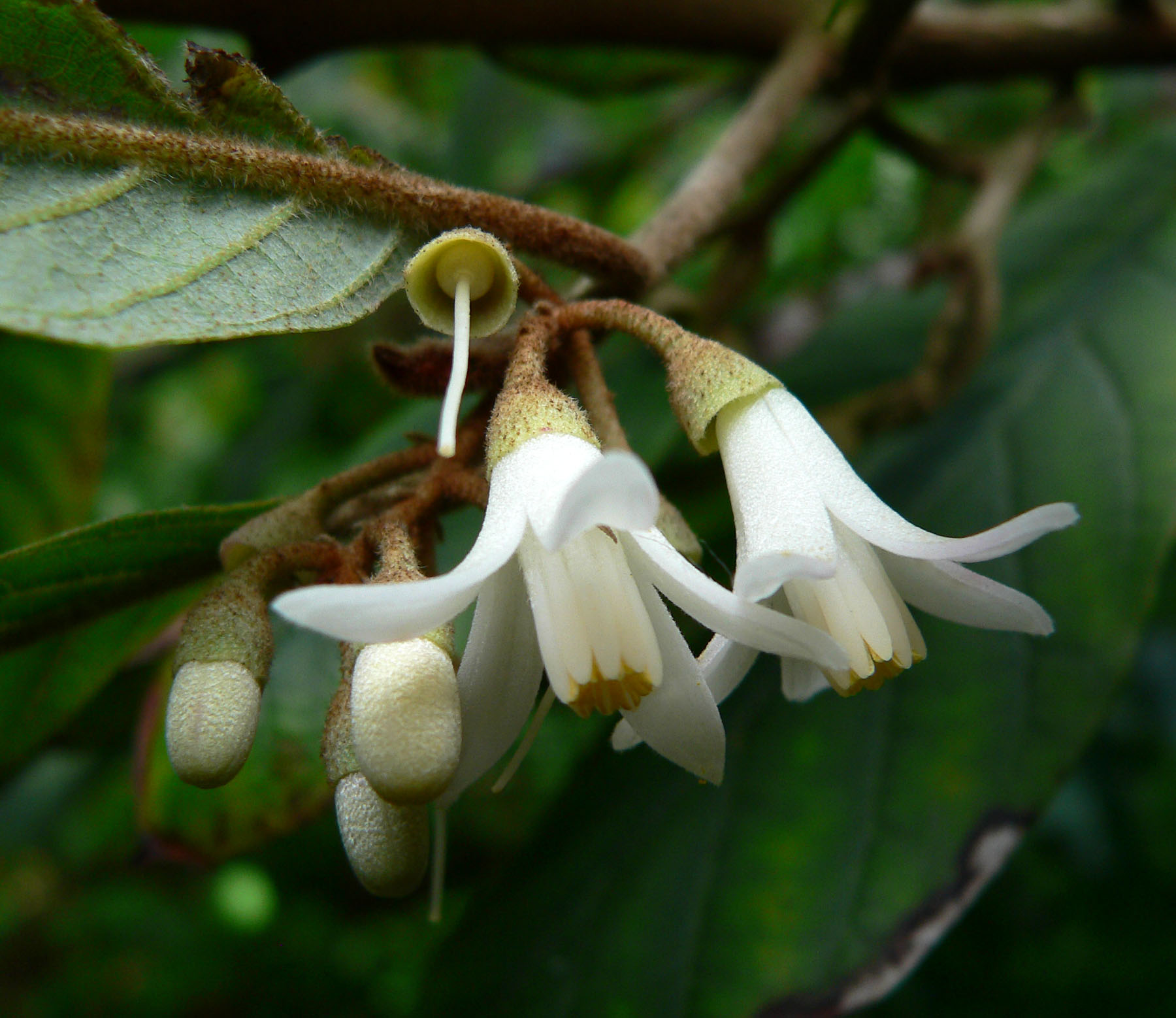
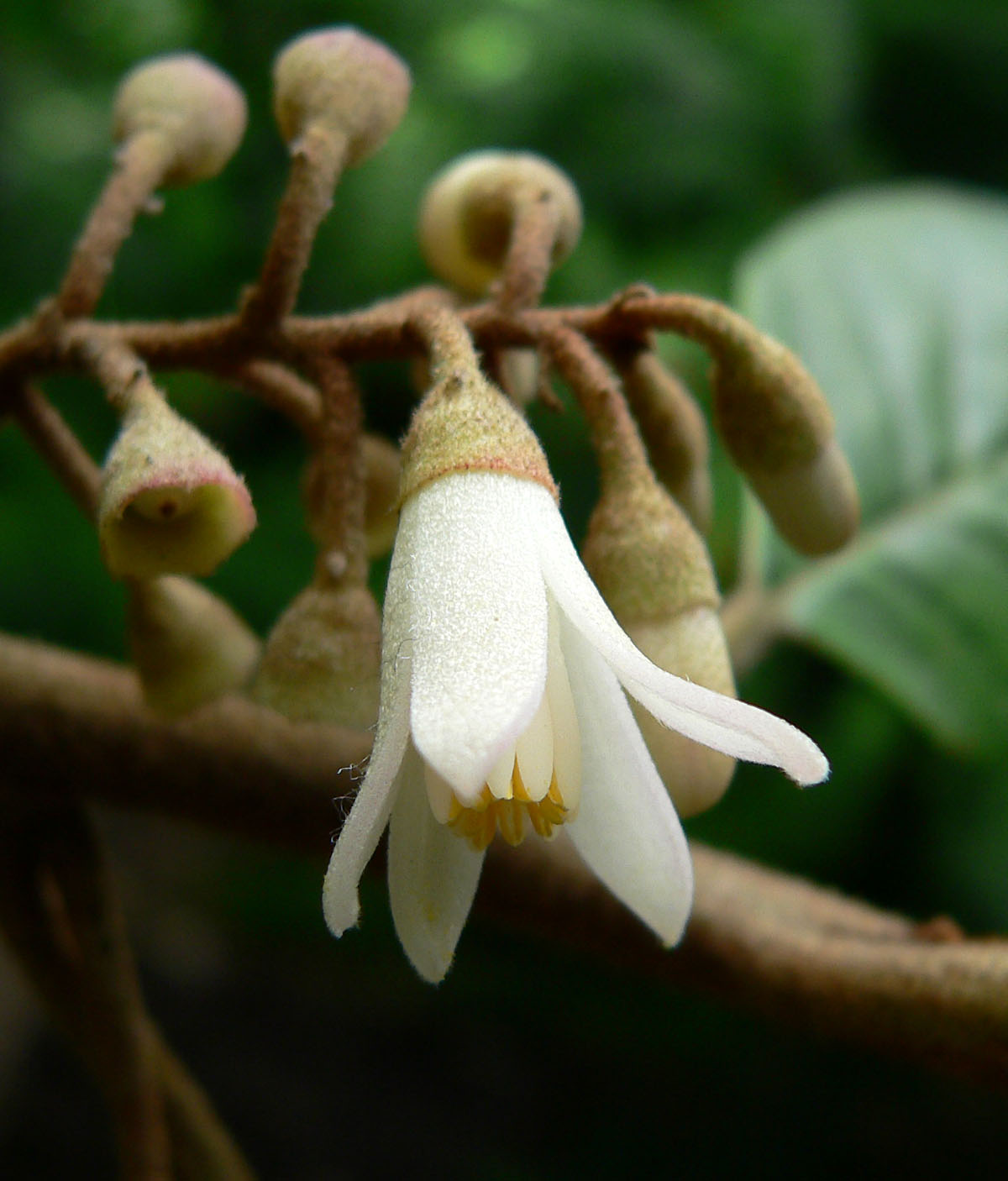